# 石井広吉
石井 広吉（いしい ひろきち、1888年（明治21年）3月27日 - 1955年（昭和30年）6月4日）は、大日本帝国陸軍軍人。最終階級は陸軍少将。功四級。

## 経歴
1888年（明治21年）に神奈川県で生まれた。陸軍士官学校第22期卒業。1937年（昭和12年）6月10日に第14師団兵器部長に就任し、8月2日に陸軍歩兵大佐に進級。同年8月25日には留守第14師団兵器部長に転じ、1938年（昭和13年）7月に戦車第5大隊長に就任した。1939年（昭和14年）4月21日に関東軍司令部附となり、6月15日に第5軍兵器部長に就任した。
1941年（昭和16年）8月に陸軍少将に進級し、1942年（昭和17年）9月に戦車第3旅団長に就任した。1944年（昭和19年）3月1日に待命、3月2日に予備役に編入された。同年3月16日に召集され相模陸軍造兵廠監督官に就任し、11月27日に召集解除となった。
1947年（昭和22年）11月28日、公職追放仮指定を受けた。